# Amtsgericht Buchen (Odenwald)

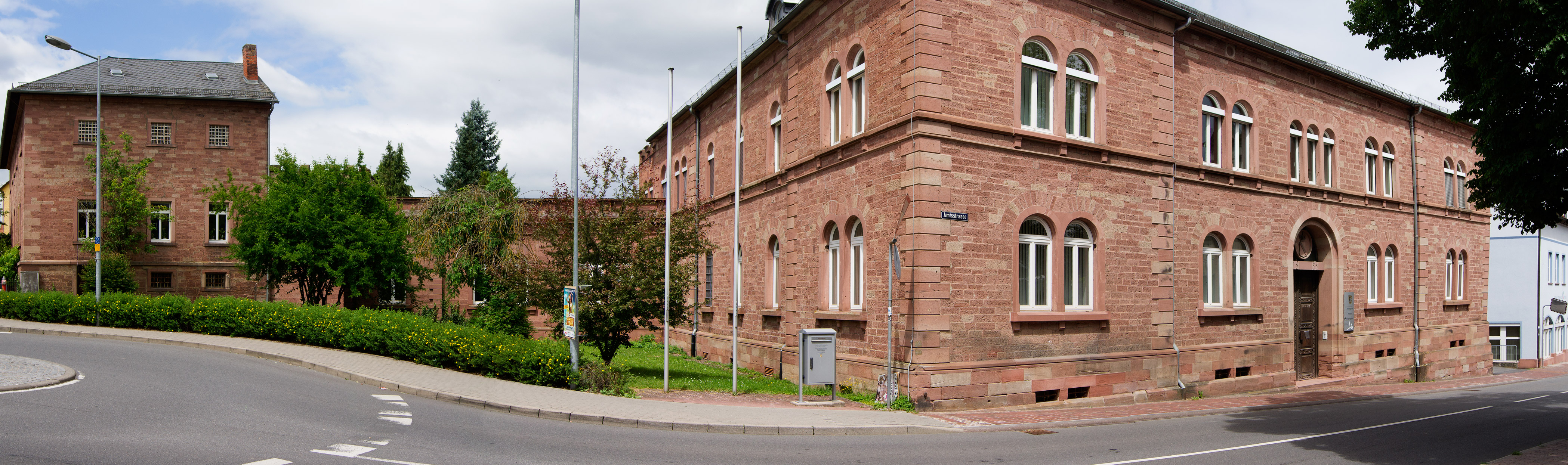

Das Amtsgericht Buchen ist ein Gericht der ordentlichen Gerichtsbarkeit in Baden-Württemberg und eines von fünf Amtsgerichten im Bezirk des Landgerichts Mosbach.

## Zuständigkeit und Gerichtsbezirk
Das Amtsgericht in Buchen (Odenwald) ist erstinstanzliches Gericht für Zivilsachen und Vormundschaftssachen sowie für Einzelrichterangelegenheiten in Strafsachen. Das Gericht ist in Schöffengerichts- und Bußgeldsachen auch für den Amtsgerichtsbezirk Adelsheim zuständig. Zum 1. März 2015 wurde das Vereinsregister des Amtsgerichts Buchen zum Amtsgericht Mannheim konzentriert. Für die Führung des Vereinsregisters ist ab diesem Zeitpunkt ausschließlich das Amtsgericht Mannheim zuständig. Der Gerichtsbezirk umfasst die Städte und Gemeinden Buchen (Odenwald), Hardheim, Höpfingen, Mudau und Walldürn.

## Gebäude
Das Gericht ist in dem 1855 von August Moosbrugger im Rundbogenstil errichteten Amtshaus Buchen in der Amtsstr. 26 untergebracht, das heute unter Denkmalschutz steht.

## Übergeordnete Gerichte
Dem Amtsgericht Buchen ist das Landgericht Mosbach unmittelbar übergeordnet. Zuständiges Oberlandesgericht ist das Oberlandesgericht Karlsruhe.